# Simca Industries

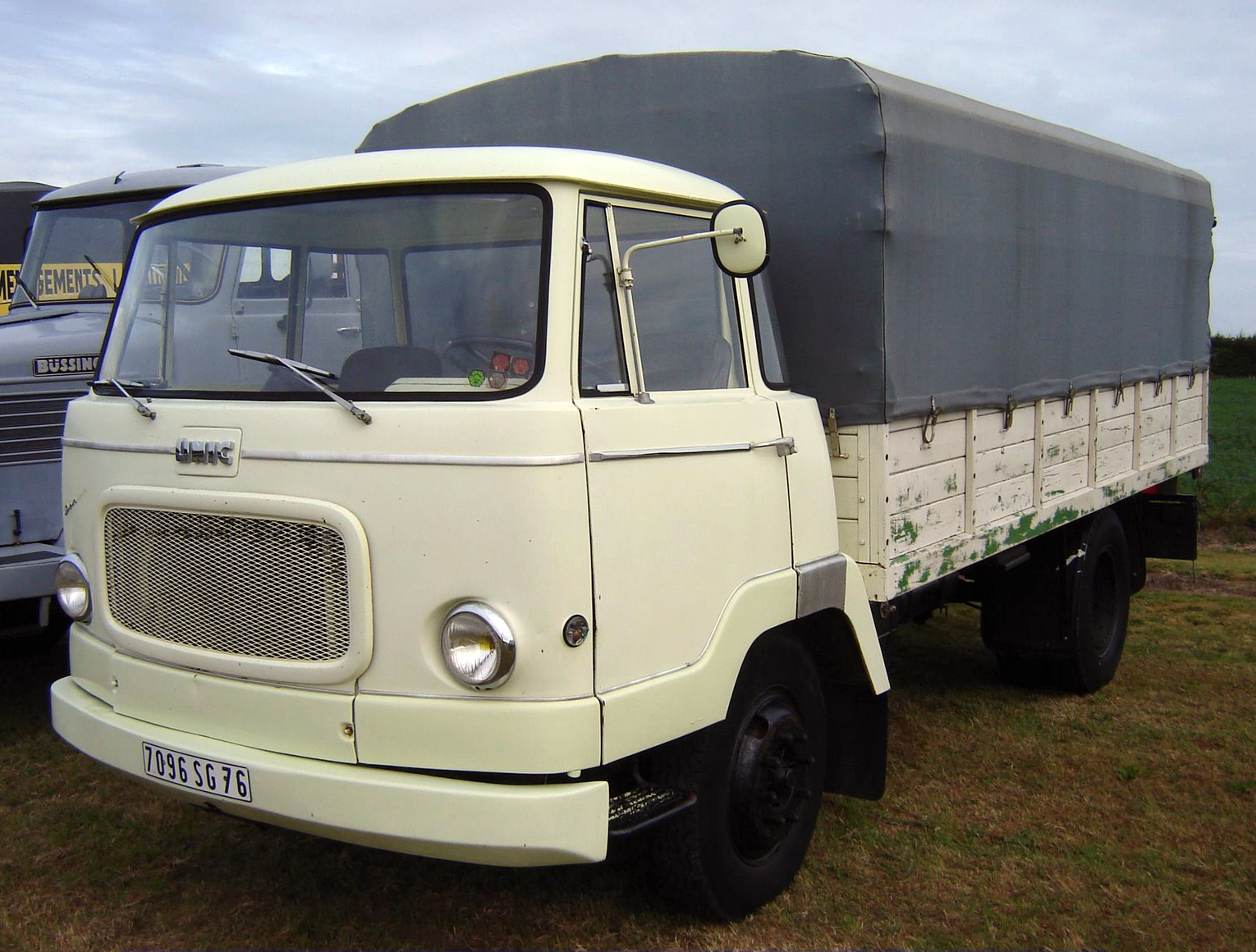
Unic Vosges (1960)

Simca Industries est une société créée en 1958 par l'association des marques rachetées par Simca : Saurer (camions), Simca Division Poids lourds (ex-camions Ford France), Someca (tracteurs) et Unic (camions).

## Historique
En juillet 1954, Simca rachète Ford France. Début 1955, le camion Ford Cargo devient le Simca Cargo dont 24 370 exemplaires seront commandés par l'armée française. 
De 1956 à 1958, est aussi produit une version Simca de l'Unic ZU avec le moteur V8 Simca-Ford. Le Caboteur SF40 de 5 tonnes de poids total en charge (P.T.C.) et le Caboteur SF50 de 6,7 tonnes de P.T.C. se distinguent de la version Unic grâce à leur calandre à barres verticales.   
À partir de 1962, l'armée française commande le Simca Marmon jusqu'en 1969.
En 1966, Simca Industries est intégré dans FFSA - Fiat France SA, filiale de Fiat V.I..